# بوم‌شناسی سیرا نوادا
بوم‌شناسی سیرا نوادا، واقع در ایالتهای کالیفرنیا و نوادا، متنوع و پیچیده‌است: گیاهان و جانوران بخش مهمی از زیبایی منظره این رشته‌کوه هستند. ترکیب آب و هوایی، توپوگرافی، رطوبت و خاک بر پراکندگی جوامع بوم‌شناختی در یک شیب ارتفاعی از ۵۰۰ تا ۱۴٬۵۰۰ فوت (۲۰۰ تا ۴٬۴۰۰ متر) تأثیر می‌گذارد. مناطق زیستی از جوامع بوته‌ای و چاپارال در ارتفاعات پایین‌تر تا جنگل‌های زیرآلپ درختچه‌زار و مراتع آلپ در ارتفاعات بالاتر را شامل می‌شود. مناطق بوم‌گردی خاصی که از خطوط ارتفاعی پیروی می‌کنند، اغلب به عنوان مجموعه‌ای از کمربندها توصیف می‌شوند که طول سیرا نوادا را دنبال می‌کنند. مسیرهای پیاده‌روی زیادی، جاده‌های آسفالت‌شده و آسفالت‌نشده، و زمین‌های عمومی گسترده در سیرا نوادا برای کاوش در زیست‌بوم‌ها و اکوسیستم‌های مختلف وجود دارد.

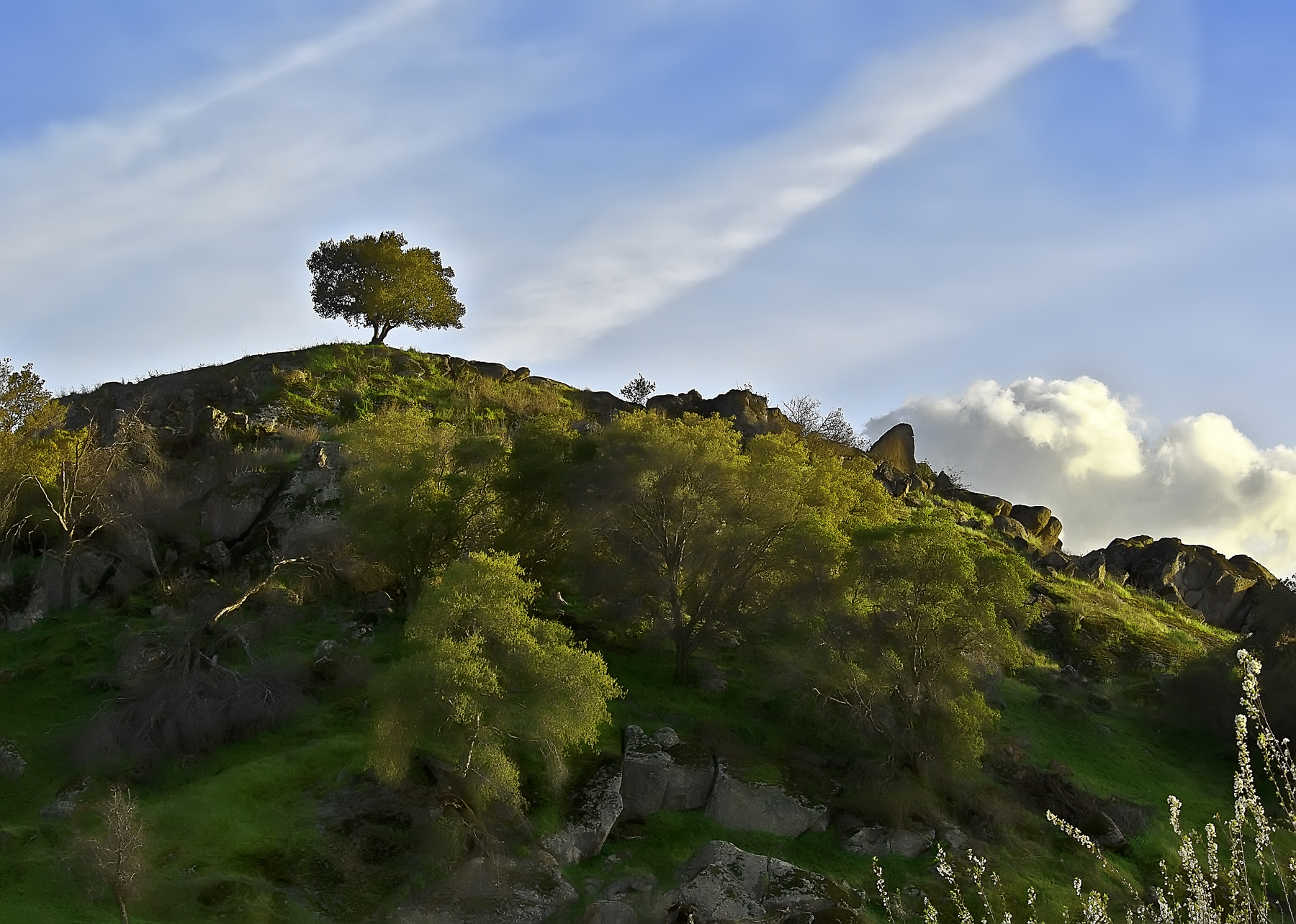
جنگلی در دامنه‌های سیرا نوادا